# Lagonda LG6
Lagonda LG6 — автомобиль британской марки Lagonda, серийно выпускавшийся с 1938 по 1939 год. Было изготовлено 63 автомобиля, до наших дней сохранились 50. LG6 был представлен на автосалоне в Лондоне в 1937 году.
Модели LG6 и V12 были усовершенствованными версиями модели Lagonda 4,5-litre; они поступили в продажу в начале 1938 года. Для них О. У. Бентли разработал шасси новой конструкции и независимую переднюю подвеску с длинными торсионами, которая была намного жестче, чем у предшественника. Двигатель от предыдущей модели был сохранен, но его мощность была увеличена, что позволило достичь максимальной скорости почти в 100 миль/час.